# Кейт Гаві
Кейт Гаві  (англ. Kate Howey, 31 травня 1973) — британська дзюдоїстка, олімпійська медалістка.

## Виступи на Олімпіадах
| Олімпіада      | Дисципліна           | Місце  |
| -------------- | -------------------- | ------ |
| Барселона 1992 | середня категорія    | =3     |
| Атланта 1996   | напівважка категорія | =9     |
| Сідней 2000    | середня категорія    | 2      |
| Афіни 2004     | середня категорія    | участь |